# Oštěp
Oštěp je původně vrhací zbraň použitelná i jako kopí, tedy bodná zbraň. Dnes také sportovní náčiní pro hod oštěpem.

## Zbraň
Oštěp je zbraň vrhací a bodná. Jedná se o historickou bodnou zbraň, lehčí a kratší variantu kopí; dnes se běžně užívá především jako sportovní náčiní. Je podlouhlá, s tělem (ratištěm) určité délky opatřeným hrotem. Ratiště historických oštěpů bylo zpravidla dřevěné nebo bambusové. Moderní oštěpy jsou z duralu nebo kompozitních materiálů. Hrot může být například kamenný, kostěný nebo - u těch modernějších - kovový. Nejprimitivnější oštěpy měly konec ratiště pouze zaostřený. Kvůli zachování správné dráhy letu musí být oštěp rovný. Nejjednodušším oštěpem je zaostřený bambus.[zdroj?]
Oštěp římských legionářů zvaný "pilum" mnozí považují za nejdokonalejší ve své kategorii. Skládá se z úzké kovové části o délce až 40 cm zakončené hrotem, která je k ratišti připojena dřevěnými nýty. Takovýto oštěp byl schopen projít štítem prvního muže, mužem samým a posléze se ještě zabodnout do štítu muže bojujícího v řadě za ním. I když shodou okolností prošel jen štítem, po dopadu se vlastní vahou ohnul a nebylo možné ho vytáhnout. Výše zmíněný dřevěný spoj sloužil k tomu, aby se oštěp po dopadu rozpadl ve dví a nemohl být nepřítelem vržen zpět.

## Sportovní nástroj
Jako sportovní náčiní je vyroben z duralu. Hod oštěpem je například součástí olympijské lehkoatletické disciplíny desetiboje (obecně atletického víceboje).